# Classe navale

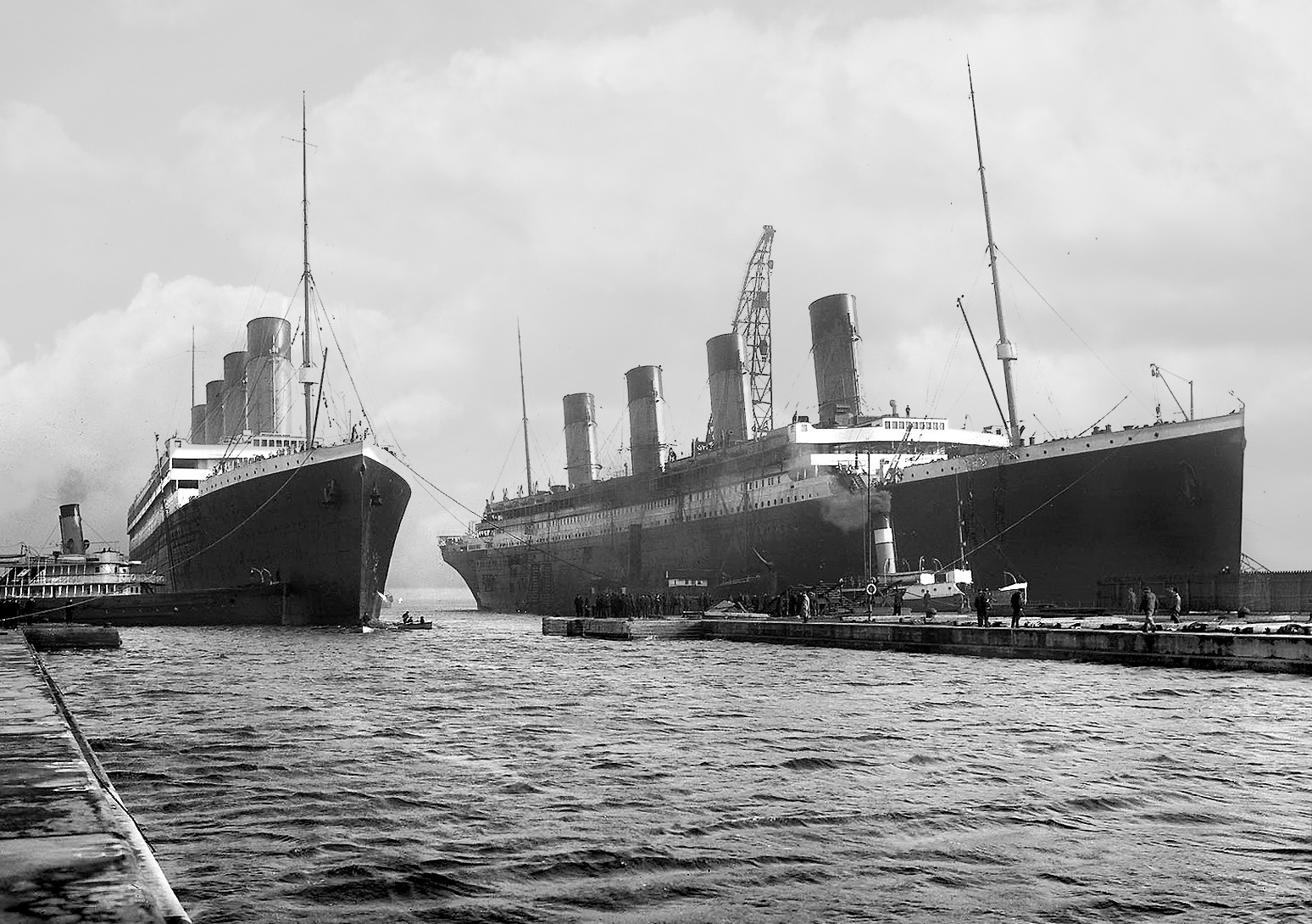
Due delle tre navi della Classe Olympic; L'Olympic (a sinistra) e il Titanic (marzo 1912)

Una classe navale è una serie di navi aventi progetto e caratteristiche comuni. Per esempio, la portaerei USS Carl Vinson appartiene alla Classe Nimitz.
Durante il completamento delle navi appartenenti ad una determinata classe navale possono essere effettuate delle modifiche tali da differenziare le navi modificate dalla capo-classe in modo da definire una nuova classe od una sub-classe (si vedano gli incrociatori della classe Classe County (incrociatore), da cui derivarono quelli della Classe York).
Spesso il nome delle navi appartenenti ad una classe vengono scelti con un fattore in comune per evidenziarne l'omogeneità: Le navi della Classe Trento sono chiamate con i nomi delle città irredente (Trento, Trieste e Bolzano); oppure le unità della classe Classe Comandanti sono denominate in onore di comandanti di cacciatorpediniere insigniti della medaglia d'oro, (Comandante Cigala Fulgosi, Comandante Borsini, Comandante Bettica, Comandante Foscari). Le navi appartenenti ad una classe sono definite navi gemelle.

## Convenzioni di denominazione

### Generali
Il nome dato alla classe corrisponde generalmente al nome della prima nave della classe costruita od entrata in servizio.  Altri criteri sono stati adottati, a seconda delle nazioni e dei periodi storici considerati.

### Germania
Nella marina della Germania Ovest la (Bundesmarine) era in uso un sistema di classificazione basato su numeri di tre cifre che veniva assegnato ad ogni classe navale costruita, acquistata dall'estero o costruita in Germania ma esportata. Eventuali navi modificate rispetto alla classe originale erano contrassegnate con una singola lettera di suffisso. In seguito alla riunificazione della Germania la Deutsche Marine ereditò questa classificazione. Le classi navali tedesche hanno anche una denominazione informale basata sul nome della capoclasse. Un esempio è la classe F123 detta Classe Brandenburg.
- 100 Überwasserkampfschiffe - Unità da battaglia di superficie
- 200 Unterwasserkampfschiffe - Unità da battaglia sottomarine
- 300 Minenkampffahrzeuge - Unità antimine
- 400 Tender, Flottendienst- und UJagdboote, Torpedofangboote und Schulschiffe - Unità ausiliarie
- 500 Landungsfahrzeuge - Mezzi da sbarco
- 600 Kleinkampffahrzeuge - Unità da battaglia leggere
- 700 Tross- und Hilfsschiffe, Docks, Schlepper und Spezialfahrzeuge - Unità di supporto, dock, rimorchiatori, mezzi speciali
- 800 Non assegnato
- 900 Sicherheitsfahrzeuge, Rettungsboote, Verkehrsboote und Boote - Unità di soccorso[2]

Le unità principali presentano una lettera di prefisso a seconda del tipo di unità
- U per i sottomarini (U-Boot)
- Z per i cacciatorpediniere (Zerstörer)
- F per le fregate (Fregatten)
- S per le torpediniere (Schnellboote)

### Giappone
Dalla sua creazione, la nomenclatura delle navi della Marina imperiale giapponese veniva approvata direttamente dall'imperatore, solo dal 1905, il ministero della marina Gonbee Yamamoto stabilì uno standard per la denominazione delle navi. Le classi, 型 (classe-tipo) venivano designate dal nome della capoclasse, per esempio gli incrociatori da battaglia della classe Amagi (天城型 Amagi-gata, classe Monte Amagi) erano quattro unità che avrebbero dovuto avere i nomi di altrettante montagne giapponesi, solo una entrò in servizio convertita in portaerei: la Akagi.

### Indonesia
La Marina Indonesiana utilizza il nome della capoclasse a cui affianca un numero di matricola, di tre cifre, dipinto sulla prua delle unità indonesiane, in cui la prima cifra identifica il tipo e la funzione del mezzo:
- 1 (riservato a eventuali portaerei): il nome dell'unità è assegnato in onore dei grandi statisti del paese
- 2 (incrociatori e cacciatorpediniere): per gli incrociatori si utilizzano i nomi delle isole indonesiane e per i cacciatorpediniere, gli eroi della patria.
- 3 (fregate, corvette): eroi nazionali.
- 4 (sottomarini, navi appoggio dei sottomarini): per i sottomarini si utilizzano i nomi di personaggi mitologici, mentre per le navi appoggio gli eroi nazionali.
- 5 (navi anfibie, LST, LPD, LCU, navi comando): nomi di baie (per i LST), grandi città (LPD), piccole città (LCU), eroi nazionali (navi comando).
- 6 (torpediniere): armi mitologiche, armi tradizionali, animali selvatici.
- 7 (dragamine e cacciamine): isole che iniziano con la lettera "R".
- 8 (navi pattuglia): animali, e luoghi.
- 9 (unità ausiliarie): nomi di vulcani, città, personaggi mitologici, capi e stretti.

### Russia/Unione Sovietica
Le classi navali russe (e sovietiche) sono denominate in base al relativo numero di progetto. Spesso il progetto ha anche un nome assegnato e gli viene assegnato un codice dalla NATO. Inoltre le navi della classe sono numerate con un prefisso di una lettera che ne indica il ruolo e la funzione. Per esempio il Progetto 641 non ha un nome assegnato, ed ha come codice nato: Classe Foxtrot.

### Regno Unito
La Royal Navy ha utilizzato, nella sua lunga storia, diversi metodi di denominazione delle classi navali. Nell'età della vela, le navi venivano caratterizzate dal numero di cannoni che potevano operare, definendo delle classi (rates) dalla prima (100 cannoni) alla quarta (50 cannoni). In aggiunta del metodo del nome della capoclasse, diffusosi dalla metà del 1700, alcune classi hanno preso il nome dal tema comune ai nomi delle navi della classe, ad esempio i cacciatorpediniere della Classe Tribal (1905) (classe tribù) hanno nomi di note tribù (HMS Zulu, HMS Nubian, etc.), ed alcune classi sono state denominate in base alle prime lettere dei nomi delle unità, ad esempio i cacciatorpediniere delle Classi V e W od il nome raggruppa unità dai nomi più diversi ma accomunate dalla funzione e dalle caratteristiche generali, come le torpediniere della Classe C (1913) caratterizzate dalla velocità massima, 30 nodi, tre fumaioli ed un pronunciato castello di prua.  Dalla fine della seconda guerra mondiale, le classi della Royal Navy furono contrassegnate anche dal numero di modello (type number), ad esempio la Classe Type 42.

### Stati Uniti
Nella United States Navy, il nome della classe è sempre stato attribuito in base a quello della capoclasse, cioè la prima approvata dal Congresso, United States Congress. Per convenzione la capoclasse manteneva il numero di matricola più basso della sua classe (ma durante la seconda guerra mondiale, l'ordine di assegnazione dell'appalto non seguì l'ordine di costruzione che spesso portò al varo di navi prima del varo della capoclasse, portando a numeri di matricola non in sequenza con la denominazione di classe.)

## Classi della Marina Mercantile
Le navi mercantili sono classificate da un Ente di classificazione navale.  L'ente emette un certificato di classe per ogni natante che certifica la corrispondenza dello stesso alle normative della Organizzazione marittima internazionale e della Convenzione internazionale per la prevenzione dell'inquinamento causato da navi. Le agenzie nazionali ed internazionali verificano periodicamente il mantenimento degli standard di classe dei natanti.